# Gaetano Belloni
Gaetano Belloni (Pizzighettone, 26 augustus 1892 - Milaan, 9 januari 1980) was een Italiaans wielrenner.
Hij was een rivaal van Costante Girardengo en stond bekend als eeuwige tweede. Toch bouwde hij een mooi palmares op met onder andere de eindoverwinning in de Giro van 1920, tweemaal Milaan-San Remo en een hattrick in de Ronde van Lombardije.

Belloni heeft ook de term Campionissimo uitgevonden, als benaming voor de grootste Italiaanse kampioenen. Hij kwam hiermee in de Giro van 1919, toen hij tweede werd na Girardengo: 
Ik zal nooit een Campionissimo worden, maar de namen van een paar mooie meisjes blijven me altijd bij.

## Biografie
Belloni's vader, Gentilio, was paardendresseur en door het weinige werk wordt het gezin al gauw gedwongen te verhuizen naar de grootstad Milaan. Daar vindt Gaetano werk in een textielfabriek. In een arbeidsongeval verliest hij echter zijn rechterduim en -wijsvinger, daardoor wordt hij wel niet opgeroepen om zijn legerdienst te vervullen tijdens de Eerste Wereldoorlog. Belloni gaat dan maar griek-romeins worstelen, om dan over te schakelen op het fietsen. Hij maakt zijn debuut in 1912 bij de amateurs.
In 1914 volgen de eerste successen: hij pakt de Italiaanse titel en de overwinning in zowel de Ronde van Lombardije als de Coppa del Re voor amateurs. Het jaar daarop, nog steeds amateur, wint hij opnieuw de Ronde van Lombardije, maar deze keer wel tussen de profs. Hij wordt prof in 1916 en profiteert aanvankelijk van het feit dat hij een van de weinige renners is die niet werd opgeroepen door het Italiaans leger. Als Costante Girardengo echter terugkeert, krijgt Belloni het echter moeilijk om nog eens te winnen. Hij krijgt zelfs het etiket eeuwige tweede opgekleeft. In zijn carrière zal hij 26 keer na Girardengo op de tweede plaats eindigen.
Belloni slaagt er toch enkele keren in om een etappe in de Ronde van Italië te winnen. Bij één zo'n overwinning krijgt hij een schilderij van de toen nog onbekende Pablo Picasso als winstpremie, hij verpatst het onmiddellijk voor twee Lire.
Na zijn carrière wordt Belloni directeur van de Vigorelli-wielerbaan in Milaan.

## Overwinningen
1914
 Italiaans kampioen op de weg, Amateurs
1915
Ronde van Lombardije
1916
Milaan-Varese
1917
Milaan-San Remo
Milaan-Varese
Ronde van de Provincie Milaan
1918
Ronde van Lombardije
Milaan-Turijn
Milaan-Modena
1919
5e etappe Ronde van Italië
1920
Eindklassement Ronde van Italië
2e, 3e, 7e & 9e etappe
Milaan-San Remo
Ronde van de Provincie Milaan
1921
5e etappe Ronde van Italië
9e etappe Ronde van Italië
10e etappe Ronde van Italië
Ronde van de Provincie Milaan
Milaan-Modena
1922
3e etappe Ronde van Italië
Ronde van de Provincie Milaan
Zesdaagse van New York
1925
5e etappe Ronde van Italië
12e etappe Ronde van Italië
Ronde van Piëmont
Milaan-Modena
1926
Rund um die Hainleite
Grosser Sachsenpreis
1927
Rund um Köln
1928
Ronde van Lombardije
1929
1e etappe Ronde van Italië
Rome-Napels-Rome
Zesdaagse van Chicago
1930
Zesdaagse van New York

## Resultaten in voornaamste wedstrijden
| Jaar | Ronde van Italië | Ronde van Frankrijk | Ronde van Spanje |
| ---- | ---------------- | ------------------- | ---------------- |
| 1915 |                  |                     |                  |
| 1917 |                  |                     |                  |
| 1918 |                  |                     |                  |
| 1919 | ↑ (1)            |                     |                  |
| 1920 | ↑ (3)            | opgave              |                  |
| 1921 | ↑ (3)            |                     |                  |
| 1922 | opgave (1)       |                     |                  |
| 1923 | opgave           |                     |                  |
| 1924 | opgave           |                     |                  |
| 1925 | 4e (2)           |                     |                  |
| 1926 |                  |                     |                  |
| 1927 |                  |                     |                  |
| 1928 | opgave           |                     |                  |
| 1929 | opgave (1)       |                     |                  |
| 1930 |                  | opgave              |                  |
| 1931 | opgave           |                     |                  |
| 1932 | opgave           |                     |                  |

| Jaar | Milaan-San Remo | Parijs-Roubaix | Ronde van Lombardije |  | WK op de weg |
| ---- | --------------- | -------------- | -------------------- |  | ------------ |
| 1915 |                 |                | ↑                    |  |              |
| 1917 | ↑               |                | 6e                   |  |              |
| 1918 | ↑               |                | ↑                    |  |              |
| 1919 |                 |                | ↑                    |  |              |
| 1920 | ↑               |                | ↑                    |  |              |
| 1921 | 8e              | 37e            | Zilver               |  |              |
| 1922 |                 | 6e             |                      |  |              |
| 1923 | ↑               |                |                      |  |              |
| 1924 | ↑               |                | 6e                   |  |              |
| 1925 |                 |                |                      |  |              |
| 1926 | 4e              |                |                      |  |              |
| 1927 |                 |                |                      |  | 4e           |
| 1928 |                 |                | Goud                 |  |              |
| 1929 |                 |                |                      |  |              |
| 1930 |                 |                |                      |  |              |
| 1931 |                 |                |                      |  |              |
| 1932 | 13e             |                |                      |  |              |